# Khosrov Harutyunyan
Khosrov Meliki Harutyunyan (em armênio/arménio:  Խոսրով Մելիքի Հարությունյան, 30 de maio de 1948) serviu como primeiro-ministro da Arménia de 30 de julho de 1992 a 2 de fevereiro de 1993.